# Altos, Paraguay
Altos, Paraguay este un oraș din departamentul Cordillera, Paraguay.